# Tachi
Tači  je stara oblika japonskih mečev, ki so se uporabljali pred pojavom katane. 
V literaturi je včasih omenjeno, da so ti meči bolj zakrivljeni in malce daljši od katane in se ne nosijo za obi pasom, temveč visijo z rezilom obrnjenim navzdol. Nekateri zgodovinarji, kot so Gilbertson, Oscar Ratti in Adele Westbrook pa menijo, da se meč imenuje tači kadar se nosi obrnjen navzdol, ko pa je obrnjen v nasprotno smer, ta isti meč postane katana. 
Tači meče so večinoma uporabljali konjeniki, kasneje pa jih je povsem izpodrinila katana.